# Luke Combs
Luke Albert Combs, född 2 mars 1990 i Huntersville i North Carolina, är en amerikansk countrysångare, som började med att uppträda redan som barn. Han hoppade av sina tidigare studier på college för att påbörja sin karriär inom musik, och flyttade därefter även till granndelstaten Tennessees huvudstad Nashville. År 2014 släppte han dessutom sin allra första EP, som fick titeln The Way She Rides.
År 2017 gav Luke Combs ut sitt debutalbum This One's for You, som nådde fjärdeplatsen på Billboard 200. Hans andra album, What You See Is What You Get, släpptes sedan den 8 november 2019, och toppade därefter listorna i flera territorier, som det allra första av hans album att göra det. Hans musik har sedan dess gett honom tre stycken nomineringar på Grammy Awards, två stycken priser på iHeartRadio Music Awards, fyra stycken Academy of Country Music Awards och sex stycken priser på Country Music Association Awards, bland annat i den högsta kategorin/utmärkelsen "Årets underhållare" (2021 och 2022).
Luke Combs började dejta Nicole Hocking i början av 2016, och förlovade sig sedan med henne i november 2018. Paret gifte sig sedan därefter i Florida, vilket de gjorde den 1 augusti 2020. Ungefär två år senare, den 19 juni 2022, föddes parets första gemensamma son, följt av deras andra gemensamma son, som föddes lite drygt ett år senare, den 15 augusti 2023.
Luke Combs började under sin ungdom med att kämpa mot ångest och tvångssyndrom, under tiden som han gick på college. Han har i efterhand även sagt att det är något som han har lärt sig med att kontrollera på ett bättre sätt, men att han fortfarande kämpar mot dessa tvångstankar lite då och då.

## Diskografi
- 2017 – This One's for You
- 2019 – What You See Is What You Get
- 2022 – Growin' Up
- 2023 – Gettin' Old
- 2024 – Fathers & Sons